# Схипперс, Дафне
Дафне Схипперс (нидерл. Dafne Schippers, род. 15 июня 1992 года в Утрехте) — нидерландская легкоатлетка, которая выступает в спринтерском беге. Серебряный призёр Олимпийских игр 2016 года на дистанции 200 метров, двукратная чемпионка мира на дистанции 200 метров (2015 и 2017), четырёхкратная чемпионка Европы 2014 и 2016 годов, чемпионка Европы 2015 года в помещении на дистанции 60 метров, бронзовый призёр чемпионата мира 2013 года в семиборье с национальным рекордом (6477 очков). До 2015 года выступала также в семиборье и прыжках в длину, но затем сосредоточилась на спринтерском беге.
Действующая рекордсменка Нидерландов в беге на 100 и 200 метров и прыжке в длину, экс-рекордсменка в семиборье. На дистанции 200 метров результат Схипперс (21,63) также является рекордом Европы.

## Спортивная карьера

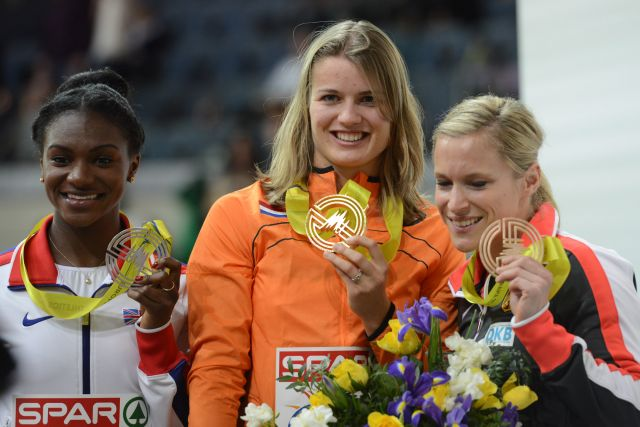
Схипперс (в центре) после победы на дистанции 60 метров на чемпионате Европы в помещении 2015 года в Праге

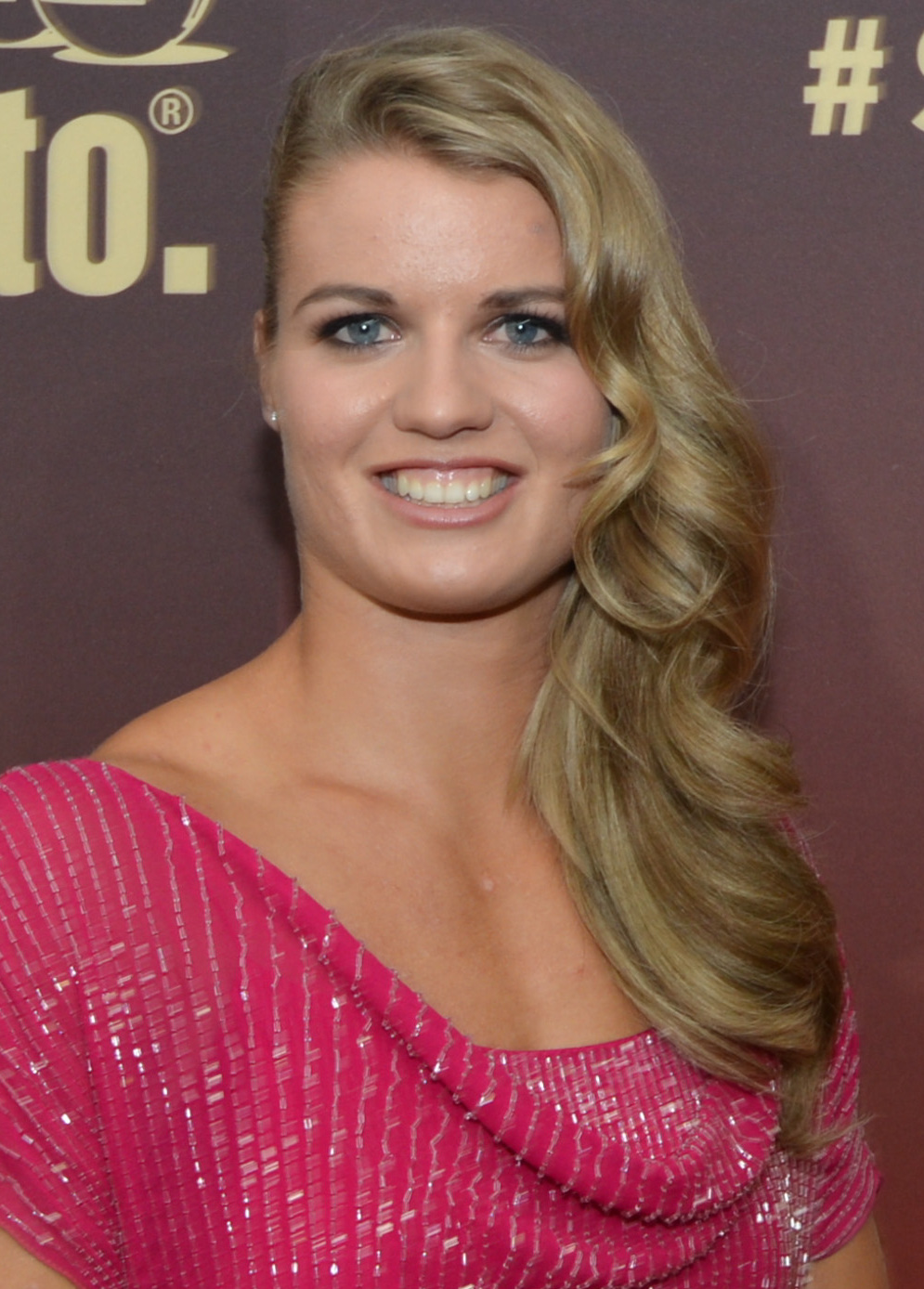
2015 год

1 июня 2014 года заняла третье место на соревнованиях Hypo-Meeting с национальным рекордом — 6545 очков. В августе на Олимпийских играх в Лондоне стала 11-й в семиборье. В эстафете 4×100 метров в составе сборной Нидерландов стала шестой.
24 мая 2015 года на мемориале Фанни Бланкерс-Кун выиграла дистанцию 100 метров с национальным рекордом 10,94. 24 августа 2015 года в финале дистанции 100 м чемпионата мира по лёгкой атлетике в Пекине выиграла серебряную медаль, установив новый рекорд Нидерландов — 10,81.
Серебряный призёр чемпионата мира 2015 года в Пекине. На чемпионате установила 2 национальных рекорда — 10,83 в полуфинале и 10,81 в финале.
28 августа 2015 года выиграла золото чемпионата мира на дистанции 200 м, установив в финале новый рекорд чемпионатов мира — 21,63.
Дафне вышла в финал дистанции 200 метров на Играх в Рио-де-Жанейро с лучшим результатом (21,96). Но в финале Схипперс уступила 0,10 сек (21,88 против 21,78) Элейн Томпсон с Ямайки, которую Дафне опередила в финале чемпионата мира 2015 года. В финале дистанции 100 метров Дафне с результатом 10,90 заняла пятое место, на 0,04 сек отстав от бронзового призёра. Также Дафне выступала в составе сборной Нидерландов в эстафете 4 по 100 метров, но команда не сумела выйти в финал, став только шестой в своём полуфинале с результатом 42,78.
6 августа 2017 года на чемпионате мира в Лондоне Схипперс выиграла бронзу в беге на 100 метров с результатом 10,96. Пять дней спустя Схипперс защитила свой титул чемпионки мира в беге на 200 метров, победив с результатом 22,05.
На чемпионате Европы 2018 года в Берлине Схипперс завоевала три награды: бронзу на дистанции 100 метров, серебро на дистанции 200 метров и серебро в эстафете 4×100 метров.
Одним из последних заметных достижений на международной арене стало серебро чемпионата Европы в помещении 2019 года в Глазго на дистанции 60 метров. На чемпионате мира 2019 года вышла в финал на дистанции 100 метров, пробежав в полуфинал за 11,07, но в финале на старт не вышла. Затем не стартовала и на 200-метровке, не сумев защитить свои титулы 2015 и 2017 годов. После 2019 года результаты Схипперс пошли на спад.
В начале мая 2021 года на чемпионате мира по эстафетам в Хожуве Схипперс стала бронзовым призёром в эстафете 4×100 метров. В предварительных забегах нидерландки показали лучшее время (43,28), но в финале с результатом 44,10 уступили командам Италии и Польши. При этом победившие итальянки пробежали за 43,79. В турнире не выступали ведущие сборные мира — США, Ямайки, Великобритании.
На Олимпийских играх 2020 года на дистанции 200 метров Схипперс выбыла на стадии полуфинала, пробежав за скромные 23,03. В эстафете 4×100 метров Нидерланды при участии Схипперс с трудом пробились в финал, но там команда не сумела финишировать.
На чемпионате мира 2022 года Схипперс не выступала.